# Klutmark
Klutmark är en tätort i Skellefteå kommun som ligger cirka 10 km väster om Skellefteå. I närheten ligger det före detta stationssamhället Klutmarks station.
I byn finns en förskola.

## Befolkningsutveckling
| Befolkningsutvecklingen i Klutmark 1960–2020                               | Befolkningsutvecklingen i Klutmark 1960–2020 | Befolkningsutvecklingen i Klutmark 1960–2020 | Befolkningsutvecklingen i Klutmark 1960–2020 | Befolkningsutvecklingen i Klutmark 1960–2020 |
| -------------------------------------------------------------------------- | -------------------------------------------- | -------------------------------------------- | -------------------------------------------- | -------------------------------------------- |
|                                                                            |                                              |                                              |                                              |                                              |
| År                                                                         |                                              |                                              | Folkmängd                                    | Areal (ha)                                   |
| 1960                                                                       | 1960                                         |                                              | 229                                          |                                              |
| 1990                                                                       | 1990                                         |                                              | 167                                          | 31#                                          |
| 1995                                                                       | 1995                                         |                                              | 212                                          | 39                                           |
| 2000                                                                       | 2000                                         |                                              | 209                                          | 39#                                          |
| 2005                                                                       | 2005                                         |                                              | 191                                          | 39#                                          |
| 2010                                                                       | 2010                                         |                                              | 189                                          | 44#                                          |
| 2015                                                                       | 2015                                         |                                              | 207                                          | 72                                           |
| 2020                                                                       | 2020                                         |                                              | 220                                          | 74                                           |
| Anm.: Ej tätort 1965–1995, samt från 2005. Åter tätort 2015. # Som småort. |                                              |                                              |                                              |                                              |